# Sierra de Yeguas
Sierra de Yeguas est une commune de la province de Malaga dans la communauté autonome d'Andalousie en Espagne.

## Géographie

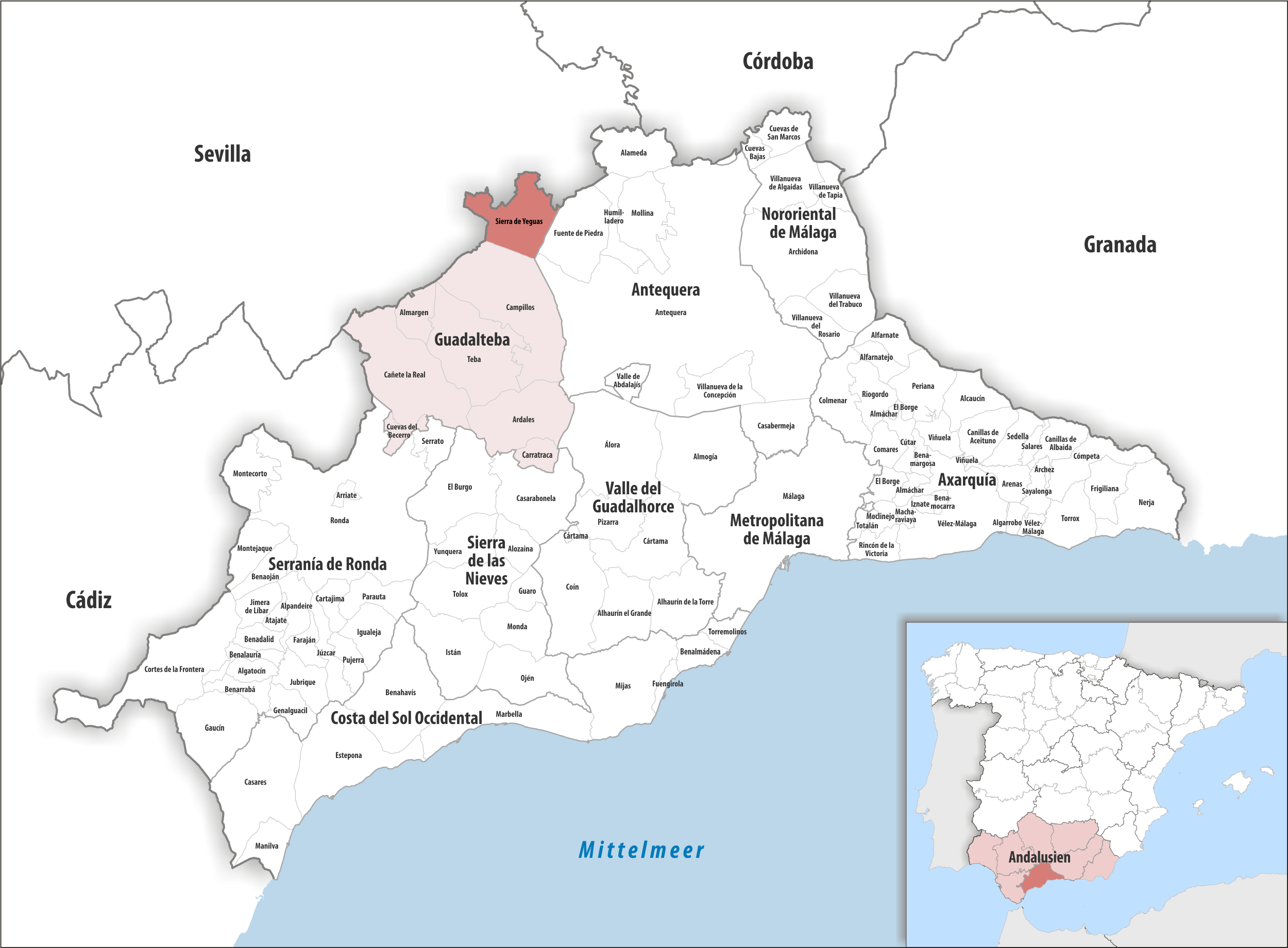
Sierra de Yeguas dans la comarque de Guadalteba, province de Malaga / en Andalousie

### Localisation
La commune de Sierra de Yeguas est dans le nord-est de la province de Malaga, dans le nord de la comarque de Guadalteba ; elle jouxte trois communes de la province de Séville au nord.
Malaga est à 83 km sud-sud-est ; 
Séville à 117 km ouest ; 
Madrid à 501 km nord ; 
Gibraltar à 171 km sud-sud-ouest (distances par route).

### Communes voisines
Du nord-ouest au nord-est, les communes voisines Martín de la Jara, Pedrera et La Roda de Andalucía sont dans la comarque Sierra sud de Séville de la province de Séville. 
 
Dans la province de Malaga :
Fuente de Piedra et Antequera à l'est sont dans la comarque d'Antequera
Campillos et Martín de la Jara à l'ouest sont dans la comarque de Guadalteba.

### Généralités, relief
Au nord du village se trouve la Sierra de los Caballos, petite montagne s'étendant d'ouest en est sur le territoire de la commune, avec Pedrera juste au nord. Le Cerro Tambor, à son extrémité sud-ouest, a une altitude de 615 m. Sur sa partie est, elle est surmontée d'une quinzaine d'éoliennes,.

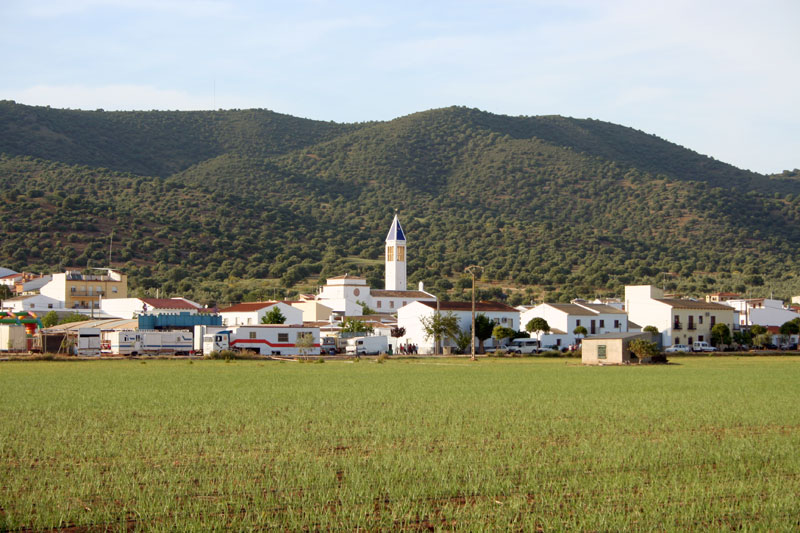
Hameau de Navahermosa
devant la Sierra de los Caballos

### Hydrographie
La commune est traversée par la rivière de las Yeguas (es), affluent du Genil et sous-affluent du Guadalquivir, qui prend source sur Campillos à l'ouest et rejoint la Roda de Andalucía au nord-est.

## Histoire
La commune a livré quelques vestiges néolithiques.
On y trouve aussi les villas romaines du cortijo de Peñuela et du cortijo de la Herriza, et les thermes de Haza de Estepa.

### Protohistoire et Antiquité
Cerro Tambor
Le Cerro Tambor, au nord-ouest du village, est surmonté des vestiges d'une enceinte fortifiée qui a été presque entièrement détruite : il n'en reste que des lambeaux de murs montés en appareil de pierre sèche, formant un rectangle irrégulier d'environ 20 × 40 m. Le lieu a livré des fragments de céramique principalement atypique et sans décoration, moulée à la main. Le tout est daté de l'âge du cuivre (Chalcolithique) et/ou de l'âge du bronze.
Grotte des Lapins (cueva de los Conejos)
La grotte des Lapins (cueva de los Conejos) est au nord du village, dans une vallée du côté sud de la Sierra de los Caballos, à environ 500 m d'altitude. Elle s'est formée dans du grès. Son  plan au sol est celui d'un triangle étiré, donnant une longueur d'environ 30 m pour une largeur maximale d'environ 10 m vers les entrées qui s'ouvrent vers l'est. La hauteur moyenne est d'environ 2 m. 

La surface du sol, dans la grotte et à l'extérieur de celle-ci, a livré des fragments de céramique faites au tour, présentant deux types différents ; et un autre type, fait à la main, utilisant des pâtes peu compactes et poreuses, ayant formé des parois épaisses. Le tout est daté - assez vaguement - de la transition entre la préhistoire et la protohistoire.
Cerro Colorado
Le Cerro Colorado se trouve au nord de Navahermosa, sur la gauche de la route MA-455 menant à La Roda, sur un promontoire à environ 500 m d'altitude. Il doit son nom à la couleur de sa terre. Un petit ensemble d'habitations rectangulaires construites en pierre locale maçonnées avec de l'argile, forme un ensemble à peu près carré ; les murs extérieurs ont une épaisseur d'environ 1,50 m. 20 fragments de céramique y ont été recueillis (jusqu'en 1989), faits au tour, en pâte peu épurée, poreuse, de couleur orangée mais pour certains tessons grise par excès de cuisson, avec des dégraissants de petite taille. S'ils ont été décorés, la décoration s'est perdue avec le temps. Deux fragments portent de l'engobe blanchâtre. Les tessons indiquent des amphores, des bols et des casseroles à profil en L inversé de type punique. S'y trouvent aussi des vases de petites tailles assimilés à des bols ou des plats. On note aussi deux tessons à lasure noire du type campanien A.
Cortijo des Puntal
Il se trouve au nord-ouest de Navahermosa, de chaque côté de la route MA-455 vers La Roda dont la construction a partiellement détruit le site - qui a aussi été pillé. Il reste en surface des vestiges de murs, de la céramique romaine, tuiles, briques, imbrices et de rares fragments de sigillée. Sur le talus on devine un sol en opus signinum. Cet endroit est peut-être celui que García Bellido y Giménez Reyna appelait finca Navahermosa, où l'on a trouvé un buste de l'époque d'Antonin.
Castillejo 1
Il se trouve à 669 m d'altitude sur la cime nord-est de la Sierra de los Caballos. Un amoncellement de pierres en grès local, irrégulières et non travaillées, indique de vagues alignements de murs. La surface totale est très petite, et on n'y a pas trouvé de céramique. La destruction du lieu est naturelle (érosion, vent, neige, etc).
Castillejo 2
Il est sur le même sommet de la Sierra que Castillejo 1, à environ 200 m à l'est du précédent, et à environ 650 à 620 m d'altitude. Le site est plutôt grand, entouré d'un mur d'enceinte en grandes pierres sèches et qui suit la configuration du terrain, formant des entrées et sorties à angles droits. Il inclut deux parties notablement différentes. L'une est à l'extrémité la plus élevée, sur un promontoire ou l'on distingue facilement des vestiges de piétements de murs formant des lignes droites ou des courbes. Il semble que ce soit la partie la plus importante du site. Le reste est fait de vestiges de murs et d'une série de structures d'habitation. 

Les vestiges de céramique sont essentiellement des objets fabriqués au tour, surtout avec des pâtes orangées, dures, contenant de petits dégraissant sableux et à la cuisson oxydante régulière. Les surfaces ne présentent pas de traitement quelconque. Il n'y a pas d'objets de petite taille ; on trouve des amphores, de grands vases et des bols. La céramique moulée à la main est nettement minoritaire, avec quelques vestiges de vases atypiques, sans traitement de surface. La céramique au tour est typique d'une étape de la culture ibérique.
Castillejo 3
Il est à 400 m à l'est du précédent, sur le même sommet, à environ 500 m d'altitude. Il est aussi de la même époque que le précédent.
Navahermosa 1
Il est près du km 2,7 de la route MA-455 vers La Roda, sur la droite de cette route, près du Cortijo Valenciano, à environ 423 m d'altitude. Son mobilier archéologique est dispersé sur une surface d'environ 150 × 150 m : tuiles, briques, céramique commune, quelques fragments de dolia.
Navahermosa 2
Il s'étend en longueur (environ 300 m de longueur et 100 m de largeur) sur la droite de la route MA-455 vers La Roda, à environ 100 m du hameau Navahermosa et à environ 425 m d'altitude. Vestiges : tuiles, briques, céramique commune.
Navahermosa 3
Il est en limite de commune, sur la droite de la route MA-455 vers La Roda, à environ 419 m d'altitude. Son mobilier archéologique est dispersé sur une surface d'environ 150 × 80 m : tuiles, briques, imbrices, céramique commune. Le site a été pillé.
Navahermosa 4
Il est sur la rive droite du ruisseau Albina, à environ 430 m d'altitude. Son mobilier archéologique est dispersé sur une surface d'environ 1 ha : tuiles, céramique commune et sigillée.
Cortijo de Peñuela 1
Ce site est au sud-ouest du cortijo du même nom, sous un petit cerrete, à environ 482 m d'altitude. Le terrain est ici consacré à la culture d'oliviers. Le mobilier archéologique est similaire à celui dans Cortijo de Peñuela 2 ; les deux sites étaient probablement connectés d'une façon ou d'une autre et peuvent être traités comme un seul et même lieu.
Cortijo de Peñuela 2
Ce site est séparé du précédent par une petite vallée. Le mobilier de superficie inclut tuiles, céramique commune et quelques fragments de sigillée. Parmi les éléments de céramique commune, on trouve des spécimens aux parois épaisses qui pourraient être des amphores. Le nombre de pièces ayant surchauffé pourrait indiquer un atelier de poterie.
Croisement du chemin Rejano et de la route MA-458
Ce site est à l'ouest du bourg de Sierra de Yeguas, à environ 435 m d'altitude, dans les environs d'une décharge. On y trouve en surface du sol des tuiles et de la céramique commune romaine.
Km 7,6 route MA-457
Ce site est à droite de la route de Sierra de Yeguas à Martín de la Jara, sous un cerrete, côté ouest, à une altitude d'environ 454 m. Vestiges céramiques abondants avec tuiles, briques, imbrices, céramique commune et sigillée.
Cerillo Sánchez
Ce site est dans Sierra de Yeguas, à droite de la route vers Martín de la Jara, sur une élévation de terrains cultivés, à une altitude maximum de 450 m. Il s'y trouve une grande quantité de vestiges céramiques et de débris de constructions - dont briques macizos, imbrices, tuiles, piédras, etc. La céramique commune inclut des plats à cuisiner (de type casseroles), des ollas, des dolia, amphores, etc. La sigillée hispanique est représentée par quelques fragments de poterie d'Andújar et de Alameda (Ier à IIIe siècle). Un autre type de sigillée donne une chronologie du IIe au IVe siècle.
Casilla de Valdegrullas
Ce site est entre le chemin menant au Cerro del Castillo et un ruisseau avoisinant, proche des thermes de Sierra de Yeguas. Les matériaux céramiques abondants incluent tuiles, imbrices, etfragments de céramique commune.
Thermes et villa romaine de Sierra de Yeguas
Ce site est à 5 km au sud-ouest du bourg, au lieu-dit "Haza de Estépa", au pied du Cerro del Castillo.

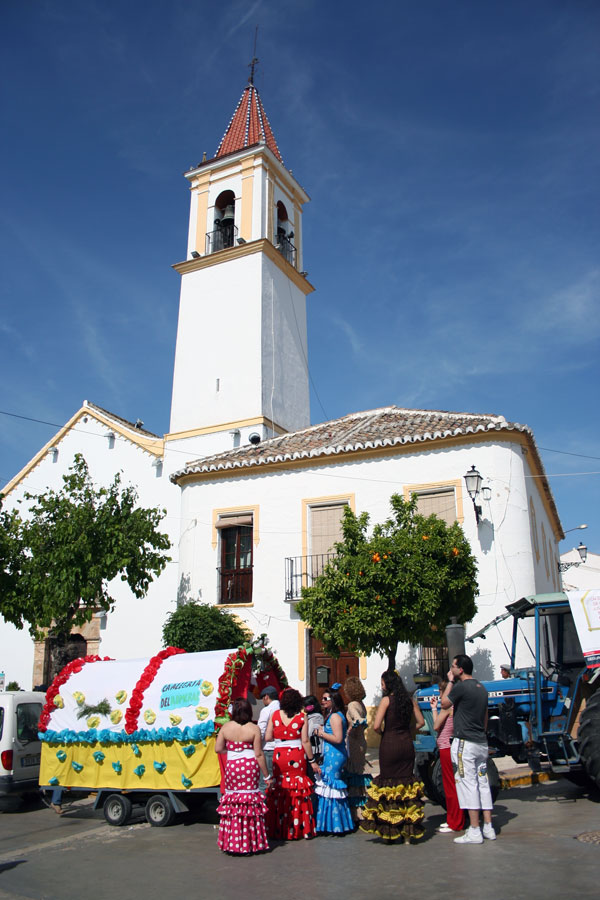
Église de l'Immaculée Conception

## Culture
L'église de l'Immaculée Conception a un chœur et un atrium du XVIIIe siècle.